# Daewoo Precision Industries K1
O Daewoo Precision Industries K1/K1A é um fuzil de assalto de fogo seletivo sul-coreano desenvolvido pela Agência para o Desenvolvimento de Defesa (ADD) e fabricado pela Daewoo Precision Industries (agora SNT Motiv) e Dasan Machineries (desde 2016). Entrou em serviço nas Forças Armadas da República da Coreia em 1981. Embora o K1 use o cartucho .223 Remington, é classificado como submetralhadora pelos militares sul-coreanos e pelo fabricante, porque o K1 se destinava a substituir a submetralhadora M3.

## Desenvolvimento

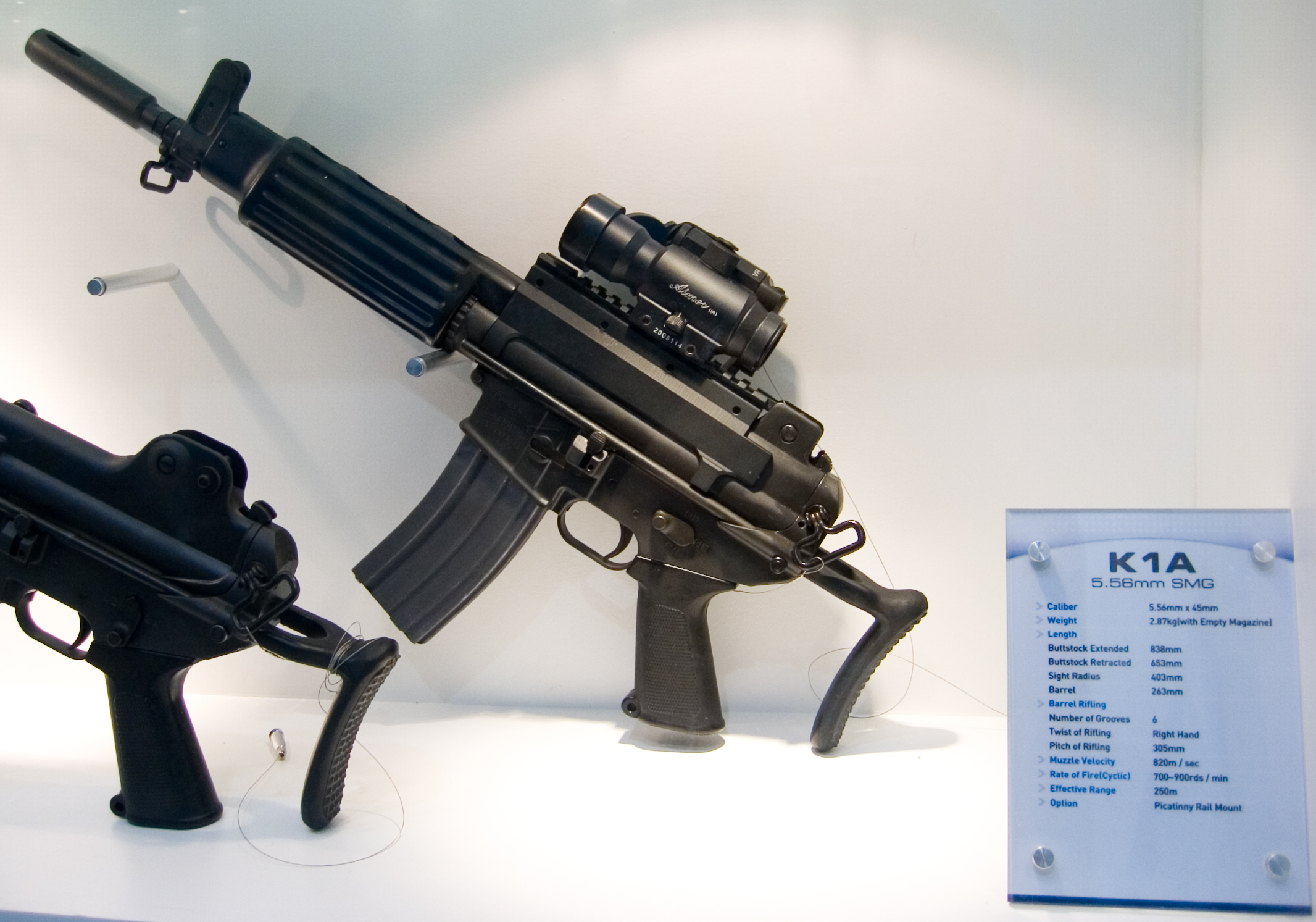
K1A no Defense Asia 2006

Em 1976, o Comando de Guerra Especial da República da Coreia solicitou uma nova arma para substituir a antiga submetralhadora M3. No ano seguinte, a ADD lançou um projeto derivado do fuzil XB, que começou em 1972 para substituir os M16A1 licenciados por armas locais. De acordo com as exigências do Comando de Guerra Especial da República da Coreia, a nova submetralhadora deve adquirir maior poder de fogo, peso leve, economia e fácil acesso a peças de reposição. Os primeiros protótipos foram feitos em 1980 e entraram em serviço em 1981, após uma série de testes de campo.
Mas devido ao projeto de seu quebra-chamas, o K1 apresentou sérios problemas em serviço nas forças armadas da República da Coreia. A versão original apresentava recuo, ruído e clarão excessivos e coronha fraca devido ao aumento do poder de fogo. Esses problemas causaram dificuldade de mira, especialmente durante a operação noturna.
Essas deficiências foram posteriormente corrigidas pelo desenvolvimento e adoção de um novo quebra-chamas, que tem três orifícios no quadrante superior direito para limitar o movimento da boca sob fogo rápido e reduz o clarão para um terço do do K1 inicial. Esta nova versão do K1 é conhecida como K1A e sua produção começou em 1982. Todas as submetralhadoras K1 em serviço foram posteriormente modificadas para o padrão K1A.
O K1A é frequentemente acoplado ao sistema de integração de trilho PVS-4K. É visto como um candidato potencial para a "Plataforma Guerreira", um projeto de infantaria coreano de próxima geração.
Desde 2014, o K1A recém-produzido e reparado recebeu um novo cano adequado para disparar munição 5,56x45mm NATO.

## Diferenças
Na maioria das vezes, a submetralhadora K1 é considerada uma versão encurtada ou carabina do fuzil de assalto Daewoo Precision Industries K2. No entanto, embora as duas armas compartilhem uma história de desenvolvimento, são muito diferentes uma da outra pelas seguintes razões:
- O desenvolvimento do K1 foi concluído antes do K2.[5]
- O K1 usa o sistema de gás de pressão direta, enquanto o K2 usa o sistema de pistão a gás estilo AK-47.[5]
- O K1 tem torção de estriamento de 1 em 12 para .223 Remington, enquanto o K2 tem torção de estriamento de 1 em 7,3 para 5,56×45mm NATO.[5]

A versão carabina do K2 denominada K2C foi desenvolvida e mostrada ao público em 2012 pela S&T Motiv.

## Variantes
- XK1: Protótipo experimental.
- K1: Primeira variante produzida em massa. Cada K1 foi modificado para o padrão K1A.
- K1A: Segunda variante aprimorada produzida em massa.
  - MAX-1: Versão semiautomática do K1A para o mercado civil em .223 Remington.[6]
  - K1A1: Versão civil do K1A com cano mais longo em 5,56x45mm NATO.

## Operadores
- Camboja: Usado pelo Comando de Forças Especiais do Camboja.[7] 137 K1A vendidos.[8]
- Indonésia: Visto em uso pela Força Aérea da Indonésia.[9]
- Coreia do Sul: Submetralhadora padrão das Forças Armadas da República da Coreia.[1] Será substituída pela STC16, também conhecida como carabina K13.[10]
- Papua-Nova Guiné[11]
- Senegal: Recebeu 280 fuzis K1A em 2003.[12]
- Singapura: 855 K1A vendidos para Singapura de acordo com um relatório de armas leves do SIPRI em 2019.[8]